# Leucania anteroclara
Leucania anteroclara là một loài bướm đêm trong họ Noctuidae.